# Колоскові луски

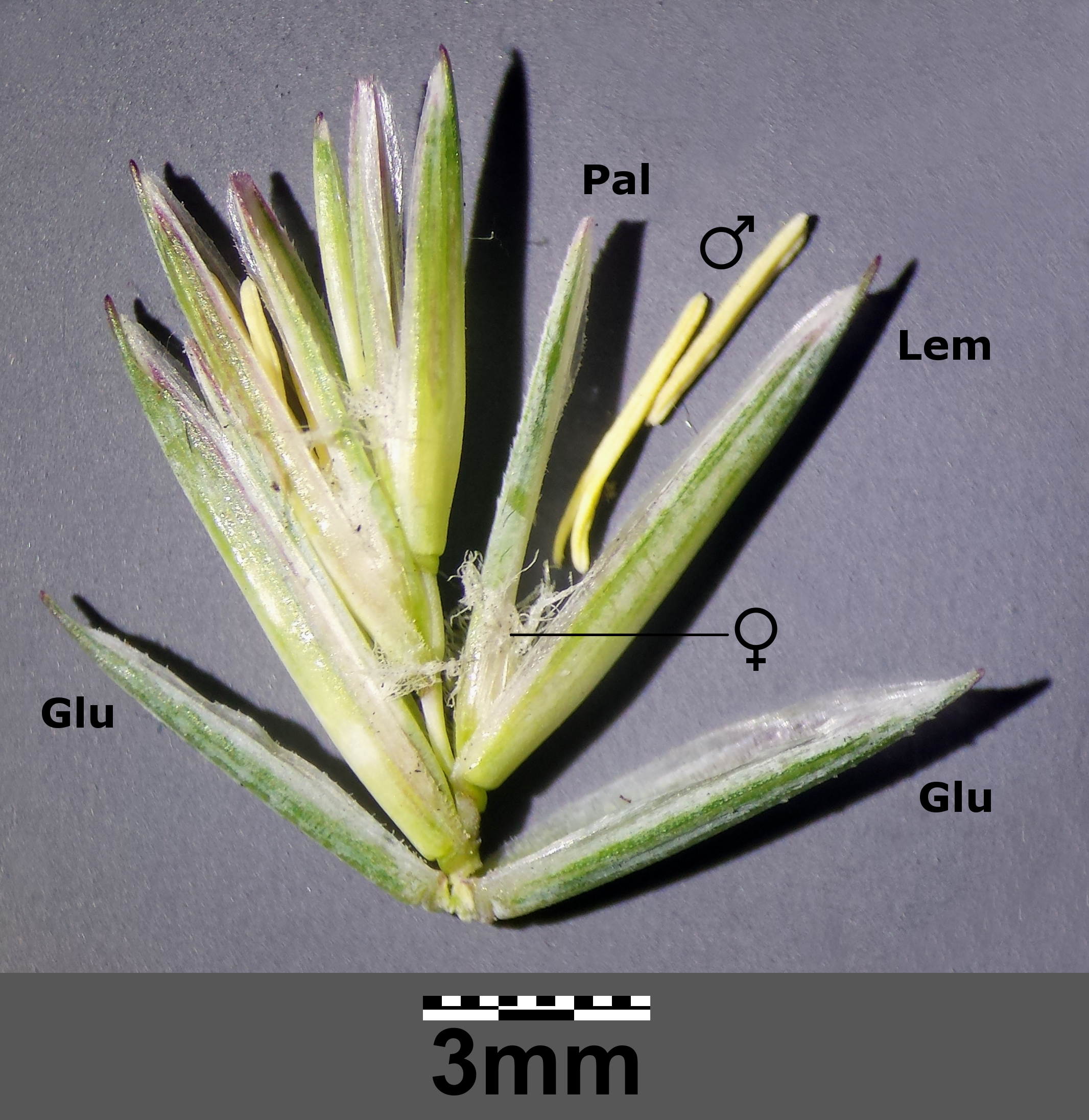
Луски Elymus repens: Glu — колоскові луски, Lem — нижні квіткові лусочки, Pal — верхні квіткові лусочки

Колоскові луски (лат. glumae) — елементи оцвітини у суцвітті колос. Колоскові оцвітини є у злаків (Poaceae) та осок (Cyperaceae). У представників родини злакових існують два типи квіткових лусочок: верхні, або внутрішні (paleae) і нижні, або зовнішні (lemmae).
У представників родини осокових колоскова луска знаходиться в основі кожної квітки в суцвітті.
Колоскові луски культурних злаків, відділені від зерен під час обмолоту, є основною складовою полови.